# Aunou-sur-Orne
Aunou-sur-Orne är en kommun i departementet Orne i regionen Normandie i nordvästra Frankrike. Kommunen ligger i kantonen Sées som tillhör arrondissementet Alençon. År 2022 hade Aunou-sur-Orne 276 invånare.

## Befolkningsutveckling
Antalet invånare i kommunen Aunou-sur-Orne
| Referens: INSEE |